# Cauac

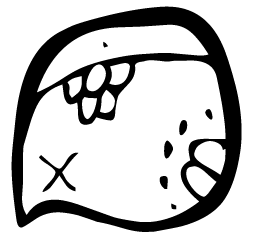
Symbool van de Cauac

Cauac (uitspreken als: ka'wak) betekent in de hedendaagse, westerse kalenderduiding Blauwe Storm en is een van de 20 Maya-tekens van de Tzolkin-kalender.
De Cauac bezit de transformerende kracht van het Blauwe Westen. Het woord storm slaat hier op onrust, maar dan om te zuiveren. Hij heeft een universeel bewustzijn en is zelfstandig.
Volgens de in de New Age stroming passende waarzegpraktijk zien mensen met het zonneteken Cauac er vaak jeugdig uit, zijn vriendelijk en zijn meestal geïnteresseerd in filosofie en religie. Daarnaast hebben ze belangstelling voor healing en zuivering.